# The Simpsons: Bart vs. The Juggernauts
The Simpsons: Bart vs. the Juggernauts är ett actiondatorspel från 1992 till Game Boy. Spelet utvecklades av Imagineering och publicerades av Acclaim Entertainment. Huvudpersonen i spelet är Bart Simpson från Simpsons som medverkar i en TV-serie liknade Gladiatorerna.

## Spelet
I spelet är Bart Simpson en deltagare i TV-programmet Juggernauts USA, som är baserat på Gladiatorerna, där han måste klara hinderbanor, och möta muskelknuttar i olika uppdrag. Det är totalt sju grenar och det är en ny gren i varje tävlingsprogram. För att komma till nästa avsnitt av Juggernauts USA och alltså inte bli eliminerad, måste Bart samla ihop pengar från varje tävling.
För att klara spelet måste man spela fyra av de sju nivåerna. Varje gren har en koppling till TV-serien. Till exempel finns det en utmaning där Bart måste ta sig igenom en hinderbana hos Apu Nahasapeemapetilon och hans Kwik-E-Mart. En annan är Dr. Marvin Monroe och hans "Hop, Skip and Fry"-anläggning där Bart hoppar på ett golv av plattor som slumpmässigt skiftar från att vara säkert till att ge elstötar. Andra sporter som körs är basket, skateboard, en brottningsmatch och kasta ut folk ur Moes Bar. I spelet är Kent Brockman och Marvin Monroe spelets kommentatorer och efter varje uppdrag kommenterar de Barts insats.

## Utveckling
Spelet utvecklades av Imagineering och publicerades av Acclaim Entertainment. Spelet släpptes under 1992 för den handhållna konsolen Game Boy.

## Mottagande
Nintendo Power gav spelet betyg 3,35/5, Matt Williamson på Rocky Mountain News gav spelet betyg B-.